# Jan Król (ur. 1950)
Jan Władysław Król (ur. 24 czerwca 1950 w Mielcu) – polski ekonomista i polityk. Poseł na Sejm X, I, II i III kadencji (1989–2001), w latach 1997–2001 wicemarszałek Sejmu III kadencji.

## Życiorys
Syn Edmunda i Wandy. W 1972 ukończył studia na Wydziale Produkcji Wyższej Szkoły Ekonomicznej w Krakowie. Studiował również w latach 1971–1973 filozofię na Uniwersytecie Jagiellońskim. Od 1974 do 1980 prowadził Wydział Inicjatyw Społeczno-Ekonomicznych. Od 1976 do 1981 zasiadał w prezydium Stowarzyszenia „Pax”, w latach 1980–1981 przewodniczył oddziałowi wojewódzkiego „Pax” w Krakowie. W 1980 wstąpił do „Solidarności”. W okresie 1984–1989 związany z Klubem Myśli Politycznej „Dziekania”, był członkiem założycielem Towarzystwa Gospodarczego w Warszawie.
W latach 1989–2001 sprawował mandat posła na Sejm X kadencji z ramienia Komitetu Obywatelskiego, uzyskiwał reelekcję z list Unii Demokratycznej i Unii Wolności. Reprezentował okręg słupski, koszalińsko-słupski i słupski. W 2001 bez powodzenia ubiegał się o reelekcję. Był członkiem założycielem Ruchu Obywatelskiego Akcja Demokratyczna, a następnie UD i UW.
Został wicemarszałkiem Sejmu III kadencji. 14 października 2001 przegrał wybory na przewodniczącego UW. Do 2005 zasiadał we władzach krajowych tej partii, później wycofał się z bieżącej polityki. Zajął się prowadzeniem własnej działalności gospodarczej, okazjonalnie wspierając w wyborach kandydatów Platformy Obywatelskiej.
Zasiadł również we władzach Fundacji Rozwoju Demokracji Lokalnej. Odznaczony m.in. Krzyżem Kawalerskim i Komandorskim Orderu Odrodzenia Polski oraz Orderem Wielkiego Księcia Giedymina II klasy.
Jest autorem książek Świadectwo, Z notatnika, W dialogu i Życie polityką naznaczone, a także artykułów publicystycznych.